# Diecezja Burlington
Diecezja Burlington (łac. Dioecesis Burlingtonensis, ang. Diocese of Burlington) – rzymskokatolicka diecezja ze stolicą w Burlington, w stanie Vermont, region Nowa Anglia, Stany Zjednoczone.
Terytorialnie obejmuje cały stan Vermont.

## Dekanaty
1. Dekanat Addison
2. Dekanat Bennington
3. Dekanat Burlington
4. Dekanat Caledonia
5. Dekanat Capitol
6. Dekanat Franklin
7. Dekanat Orleans
8. Dekanat Rutland
9. Dekanat South Burlington
10. Dekanat Windham
11. Dekanat Windsor
12. Dekanat Winooski

## Historia
Diecezja kanonicznie została ustanowiona 29 lipca 1853 przez papieża Piusa IX.

## Główne świątynie
- Katedra: Katedra św. Józefa w Burlington

## Biskupi diecezjalni
- Louis De Goesbriand (1853-1899)
- John Stephen Michaud (1899-1908)
- Joseph John Rice (1910-1938)
- Matthew Francis Brady (1938-1944)
- Edward Francis Ryan (1944-1956)
- Robert Francis Joyce (1956-1971)
- John Aloysius Marshall (1971-1991)
- Kenneth Angell (1992-2005)
- Salvatore Matano (2005-2013)
- Christopher Coyne (2015-2023)
- John McDermott (od 2024)

## Szkoły

### Parafialne szkoły średnie
- Mount Saint Joseph Academy, Rutland
- Rice Memorial High School, South Burlington

### Parafialne szkoły podstawowe
- St. Monica School, Barre
- St. Paul's Catholic School, Barton
- Sacred Heart School, Bennington
- St. Michael School, Brattleboro
- Christ the King School, Burlington
- Mater Christi School, Burlington
- St. Joseph School, Burlington
- St. Mary's School, Middlebury
- St. Michael School, Montpelier
- Bishop John A. Marshall, Morrisville
- Sacred Heart, Newport
- Christ the King School, Rutland
- Mt. St. Joseph Academy, Rutland
- Good Shepherd, St. Johnsbury
- Holy Family, Springfield
- St. Francis Xavier, Winooski